# Немцев, Алексей Сергеевич
 Алексей Сергеевич Немцев  (31 марта 1982) – казахстанский лыжник и ориентировщик на лыжах. Мастер спорта Республики Казахстан международного класса

## Биография
На зимней Азиаде 2011 года в соревнованиях, проходивших в Солдатском ущелье вблизи Текели, стал серебряным призёром на длинной дистанции.